# Piotr Pyszny
Piotr Pyszny (ur. 18 lipca 1953 w Jejkowicach) – polski żużlowiec.

## Życiorys
Sport żużlowy uprawiał w latach 1971–1987, przez całą karierę reprezentując barwy klubu ROW Rybnik. Czterokrotnie zdobył medale Drużynowych Mistrzostw Polski: złoty (1972), srebrny (1980) oraz dwa brązowe (1971, 1974). Dwukrotnie zajmował III m. w finałach Mistrzostw Polski Par Klubowych (Bydgoszcz 1974, Rybnik 1985). W 1979 r. wystąpił w reprezentacji Polski w finale Drużynowych Mistrzostw Świata (Londyn 1979, IV miejsce).
W 1972 zajął IV m. w finale Młodzieżowych Indywidualnych Mistrzostw Polski. Pomiędzy 1973 a 1985 r. jedenastokrotnie startował w finałach Indywidualnych Mistrzostw Polski (najlepsze wyniki: trzykrotnie V miejsca w latach 1983, 1984, 1985). Do innych jego indywidualnych sukcesów należało zdobycie m.in. II m. w turnieju o "Złoty Kask" (1979), III m. w turnieju o "Srebrny Kask" (1973), III m. w Herbowym Łańcuchu Miasta Ostrowa Wielkopolskiego (Ostrów Wielkopolski 1975), II m. w Memoriale Alfreda Smoczyka (Leszno 1979), II m. w Kryterium Asów (Bydgoszcz 1982), II m. w Memoriale im. Eugeniusza Nazimka (Rzeszów 1984), dwukrotnie I m. w Memoriałach im. Jana Ciszewskiego (Rybnik – 1984, 1985), jak również I m. (1984) oraz dwukrotnie II m. (1981, 1982) w Memoriałach im. Bronisława Idzikowskiego i Marka Czernego. Czterokrotnie startował w eliminacjach Indywidualnych Mistrzostw Świata, najlepszy wynik osiągając w 1978 r., w którym awansował do finału kontynentalnego w Pradze (zajął w nim XVI miejsce).
W latach 1979–1983 startował w lidze brytyjskiej, w barwach klubów Poole Pirates (1979), Halifax Dukes (1980–1981) oraz Eastbourne Eagles (1983).